# Neoantistea
Genre
Neoantistea est un genre d'araignées aranéomorphes de la famille des Hahniidae.

## Distribution
Les espèces de ce genre se rencontrent en Amérique du Nord, en Amérique centrale et en Asie.

## Liste des espèces
Selon World Spider Catalog (version 26, 02/07/2025) :
- Neoantistea agilis (Keyserling, 1887)
- Neoantistea alachua Gertsch, 1946
- Neoantistea aspembira Galán-Sánchez & Álvarez-Padilla, 2017
- Neoantistea caporiaccoi Brignoli, 1976
- Neoantistea coconino Chamberlin & Ivie, 1942
- Neoantistea crandalli Gertsch, 1946
- Neoantistea gosiuta Gertsch, 1934
- Neoantistea hidalgoensis Opell & Beatty, 1976
- Neoantistea inaffecta Opell & Beatty, 1976
- Neoantistea jacalana Gertsch, 1946
- Neoantistea janetscheki Brignoli, 1976
- Neoantistea kaisaisa Barrion & Litsinger, 1995
- Neoantistea lyrica Opell & Beatty, 1976
- Neoantistea magna (Keyserling, 1887)
- Neoantistea maxima (Caporiacco, 1935)
- Neoantistea mulaiki Gertsch, 1946
- Neoantistea multidentata Galán-Sánchez & Álvarez-Padilla, 2017
- Neoantistea oklahomensis Opell & Beatty, 1976
- Neoantistea procteri Gertsch, 1946
- Neoantistea pueblensis Opell & Beatty, 1976
- Neoantistea quelpartensis Paik, 1958
- Neoantistea riparia (Keyserling, 1887)
- Neoantistea santana Chamberlin & Ivie, 1942
- Neoantistea spica Opell & Beatty, 1976
- Neoantistea unifistula Opell & Beatty, 1976
- Neoantistea wuxi Wang & Zhang, 2025
- Neoantistea yintiaoling Zheng, Mu & Wang, 2025
- Neoantistea yu Wang & Zhang, 2025

## Systématique et taxinomie
Ce genre a été décrit par Gertsch en 1934 dans les Hahniidae.

## Publication originale
- Gertsch, 1934 : « Some American spiders of the family Hahniidae. » American Museum novitates, no 712, p. 1-32 (texte intégral).